# Gärdepenningar
Gärdepenningar var en skatt som prästerskapet betalade till svenska staten (kronan), och som togs ut i form av vissa ören för varje "helgärdshemman" inom pastoratet.
Gärdespenningarna försvann som skatteutlaga i samband med naturalönernas ersättning med kontantlön till prästerna 1910.